# Трапоклово
Трапоклово е село в Югоизточна България. То се намира в община Сливен, област Сливен.
Трапоклово се намира в полите на Стара планина на подбалканския път между селата Калояново и Горно Александрово.

## История
Преди Освобождението селото е било известно също като Трапокло, Терке болу и Търкоплова.
В разкопки на старо укрепление край селото са намерени римски монети на императорите Проб и Лициний.

По време на Руско-турската война 1828 – 1829 г. в подготовката за превземането на Сливен в селото са разположени щабът на руската 6-а пехотна дивизия и обозите на руската пехота. След войната много семейства от Трапоклово и околните села се изселват в Бесарабия с оттеглящите се руски войски в 1830 г. Мнозинството от преселниците (53 семейства от Трапоклово) са настанени пъровначално в село Золокары (дн. Лиман, Татарбунарски район, Одеска област, Украйна) а после основават съседното село Тропокло (дн. Траповка/Трапiвка). Някои от тях се връщат няколко години по-късно и се заселват в Алфатар, Силистренско.
През Руско-турската освободителна война селото е отбелязано като чисто българско и наброява 60 къщи.

## Редовни събития
Всяка година през месец февруари се провеждат традиционни кукерски игри.
В продължение на два дни кукерски хлопки огласят селото, като вечерта на втория ден (неделя) кукерите извършват преораване на селския мегдан.

## Религия
Единствена религия е християнската.

## В телевизията
Селото се споменава в сериала на bTV „Домашен арест“. Във филма роднини на Костадин (Филип Аврамов), зетя на мама Еми (Татяна Лолова), живеят там.